# 衝突被害軽減ブレーキ

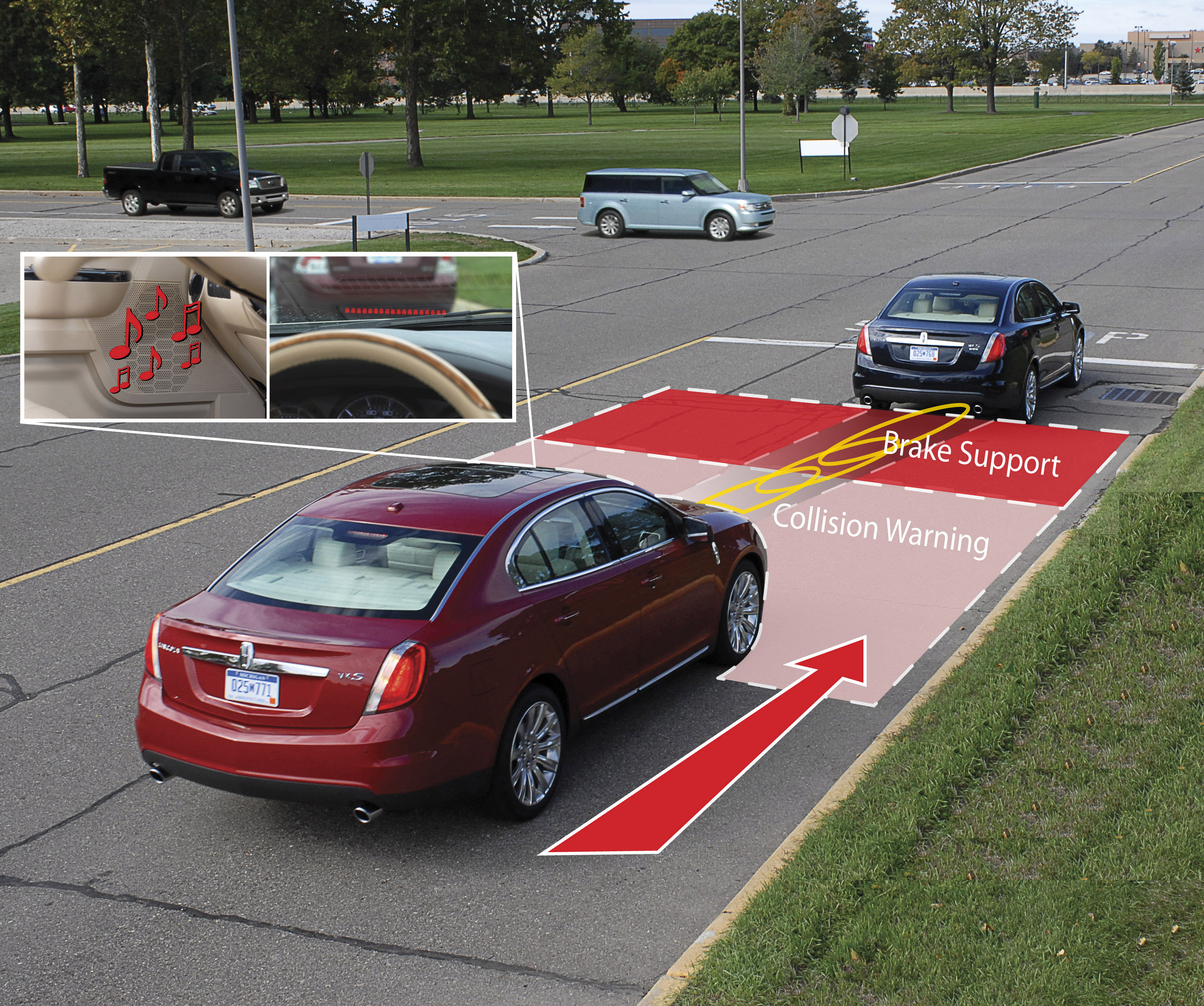
衝突警告とブレーキ補助をサポートする（作動イメージ）
リンカーン・MKS（2009年）

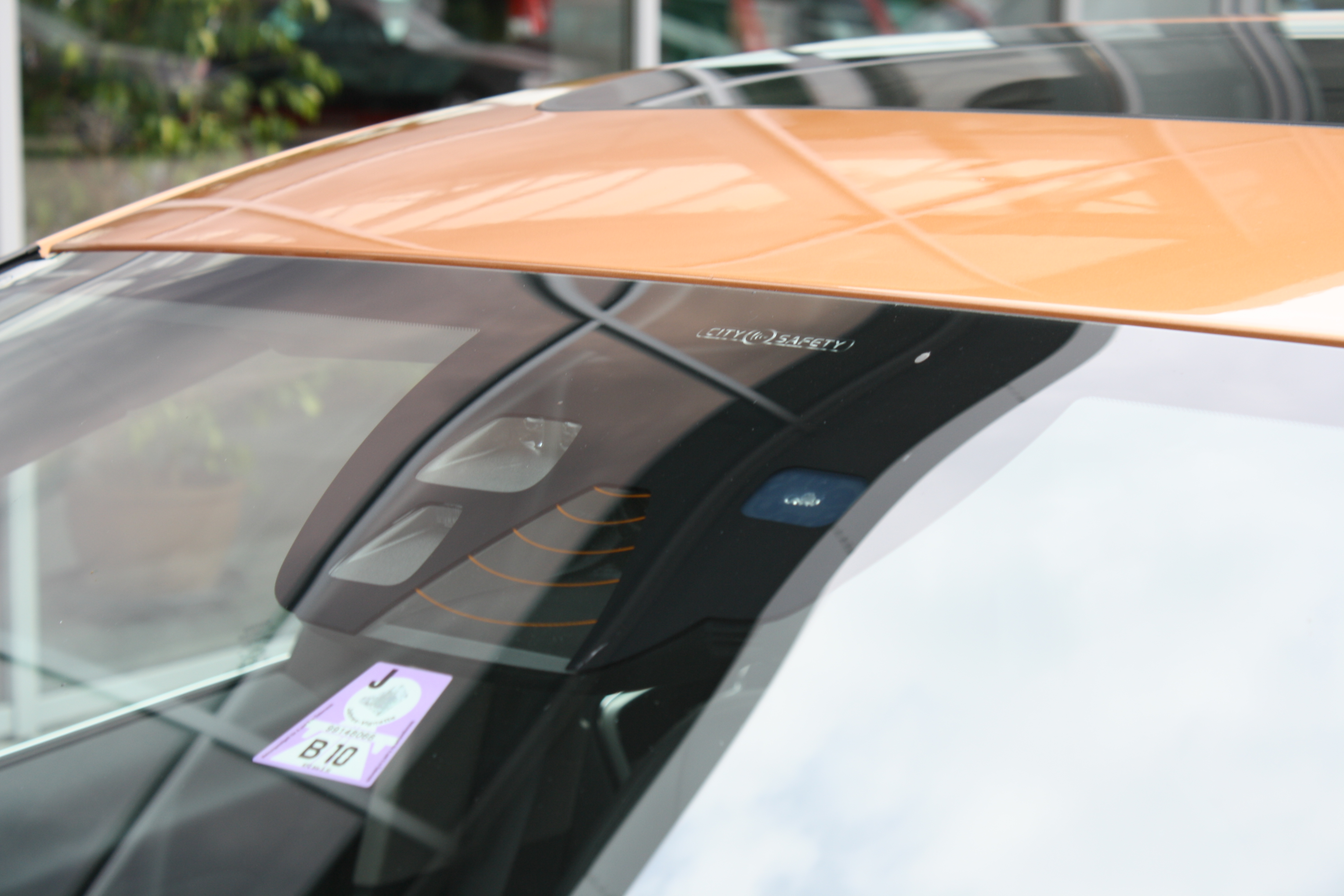
ボルボ・S60（2010年）に搭載されたカメラ。レーダーと共に障害物を探知する

衝突被害軽減ブレーキ（しょうとつひがいけいげんブレーキ）とは、自動車が障害物を感知して衝突に備える機能の総称である。自動車に搭載したレーダーやカメラからの情報をコンピュータが解析し、運転者への警告やブレーキの補助操作などを行うシステムである。なお、本項では日本国内向けに販売されている自動車に搭載されている衝突被害軽減ブレーキについて述べる。
このシステムを各種メディアなどで「自動ブレーキ」と称する場合が多々あるが、厳密な意味での自動ブレーキ（自動運転の中にある速度調整を目的とする速度制御システムの一部）とはシステムが異なるので誤用には注意を要する（「#自動停止」の節も参照）。

## 概要
衝突被害軽減ブレーキはアクティブセーフティ（予防安全）とパッシブセーフティ（衝突安全）の間に位置し、1991年（平成3年）から先進安全自動車(ASV)として研究されてきた。
2003年（平成15年）2月にモデルチェンジされたトヨタ・ハリアーが市販車で初搭載した。
ただし、ブレーキアシストの早期作動はあったが、自動でブレーキ操作は行われないものだった。
同年6月に発売されたホンダ・インスパイアで初めて自動でブレーキ操作が行われるようになった(CMBS)。
衝突被害軽減ブレーキ搭載車両の運転時は車載コンピュータが常時前方への警戒を行っており、前方車両への接近や障害物を感知すると音声などで警告が発せられ、衝突が不可避とシステムが判断した時点で自動的（自律的）にブレーキをかけて被害の軽減を図る。この他警告の時点でブレーキの効きを強めたり、シートベルトの巻き上げなどの衝突に備えた予備動作も行われる。この衝突の事前準備がアクティブセーフティとパッシブセーフティの間に位置すると表現される所以である。
探査にはミリ波レーダーが使われることが多いが、赤外線を使用する場合もある。ただし赤外線は太陽の直射光線に弱く、朝や夕方など機能が働かない場合があることや約50 mまでしか探査ができないことを留意する必要がある。また雨天時の雨粒による誤認識を考慮し、ワイパー作動時には機能がキャンセルされるものもある。なおレーダーに代わってデジタルステレオカメラも使われている。カメラはレーダーに比べて安価ながらより細かい情報が得られる半面、夜間や悪天候時に性能が発揮できない場合があるため、車両によってはレーダーとカメラ双方を装備することで機能の強化を図っている。
ただし、このシステムはあくまで運転の補助を目的とするものであり、システムに依存した運転を意図して設計されていない。事故が発生した場合は運転者が全責任を負うものであり、自動車メーカーや販売店が責任を負うことはないことがすべてのメーカーによって明言され、販売時に必ず説明するようになっている。システム装着車を運転する場合にはこのことを留意した上で作動させないように運転すべきである（誤作動を除く）。前方監視システム、車両コンピュータ、スロットル制御、ブレーキ制御、シートベルト制御などの複雑な機器の組み合わせが必要なため車両製作後に装着することはできないが、独立してカメラにより警告する機能のみのものは市販されている。
衝突被害軽減システムは、急ブレーキなどの強い力が必要なブレーキを行う際の「踏み込みを補助する」ブレーキアシスト（Emergency brake assist）とは別物で、誤用には要注意。
現在は衝突被害軽減ブレーキシステムによって事故件数は減少している。
しかし、衝突被害軽減ブレーキを過信した結果、速度超過、天候、対向車両による逆光などでシステムが作動せず事故が起こるケースも発生している。。

## 自動停止
日本では、初期の衝突被害軽減ブレーキの自動ブレーキ機能はあくまで衝突時の被害軽減を目的としており、装置を過信してしまうという理由で衝突前の自動停止はあえて規制されていた。しかしボルボが、イギリスから保険会社の人を誘致し、イギリスでのボルボの自動ブレーキ搭載車の事故統計データを示させたことにより規制が撤廃された。これを受け、2009年にボルボ・XC60に搭載された「シティ・セーフティ」（海外では2008年搭載）、2008年にスバル・レガシィに搭載された「アイサイト(ver.1)」、両者とも運転者が依存することを避けるために衝突ぎりぎりまでブレーキは掛からないことから、日本の国土交通省の認可を受けることができた。
アイサイト(ver.2)の販売以前は、衝突被害軽減ブレーキは高価なこともあって搭載率は非常に低く、知名度も低かった。長くそのような状況が続いていたが、2010年（平成22年）の「アイサイト(ver.2)」の発売と共に富士重工業（SUBARU）は積極的にCMなどの宣伝活動を行い、自動停止まで行うという消費者への訴求力の高さや、それまで高価だった衝突被害軽減ブレーキを約10万円という手頃な価格設定とした結果、アイサイト(ver.2)は非常に高い搭載率となり、人気となった。アイサイトのヒットはSUBARUが好業績となる一因とまでなり、それまでの自動車業界の「消費者は安全にはお金を払ってくれない」とされてきた[誰によって?]常識を大きく変えるきっかけとなった。
規制が解除された後も、自動停止まで行ってしまう事に対する反対意見、あるいは衝突被害軽減ブレーキそのものに対する批判も根強く、SUBARU以外の国内メーカーは自動停止まで行う衝突被害軽減ブレーキの搭載に消極的で、しばらくSUBARUのみが国内メーカーで唯一自動停止まで行う衝突被害軽減ブレーキを発売している状況となった。そのような状況だったため、アイサイトが衝突被害軽減ブレーキの代名詞のようになり、誤って衝突被害軽減ブレーキの事をアイサイトと表記するメディア等も存在した。
その後、2012年（平成24年）にマツダがSCBS、ダイハツがスマートアシストを発売し、徐々にSUBARU以外の国内メーカーも自動停止まで行う衝突被害軽減ブレーキの発売を開始しだし、それと共に徐々に衝突被害軽減ブレーキが普及していった。
2013年（平成25年）3月、SUBARUが保有していた各特許が20年を迎え、権利が終了した。
2013（平成25） - 2014年（平成26年）には自動車アセスメント (日本)やユーロNCAPやIIHSなど、世界中の自動車安全評価に衝突被害軽減ブレーキが加わり、上記評価では全て衝突被害軽減ブレーキの減速性能が問われるため、従来の停止を行わない衝突被害軽減ブレーキは、停止まで行う衝突被害軽減ブレーキに比べて低い安全評価となってしまった。そのような情勢の変化もあり、2014年（平成26年）には日本のメーカーで最後まで衝突被害軽減ブレーキの搭載及び衝突被害軽減ブレーキの自動停止に消極的だったトヨタが、2017年（平成29年）末までに自動停止まで行う衝突被害軽減ブレーキをほぼ全ての車種に搭載すると発表した。
2017年（平成29年）現在では、ほぼ全ての乗用車の衝突被害軽減ブレーキは自動停止まで行うタイプに切り替わっていく方向で進んでいるが、このような経緯があるため、従来の自動停止まで行わない衝突被害軽減ブレーキの設定がある新車もあり、規制撤廃前の仕様の衝突被害軽減ブレーキは全て自動停止までは行わない仕様となっている。(もっとも、これは規制と開発・販売のタイミングの問題である。市場が求める以上、モデルチェンジや仕様変更で自動停止仕様になると思われる。)
普及においても2014年（平成26年）に販売された乗用車の新車の41 %に衝突被害軽減ブレーキが搭載されており、一般的な装備となった。2015年（平成27年）からトヨタセーフティセンスの発売が始まったこと等もあり、2020年（令和2年）製新車における装着率は乗用車（軽自動車を含む）の95.8%に達した。
一方、大型商用車の衝突被害軽減ブレーキは自動停止性能に付いては明記していないものがほとんどである。これは大型商用車は車重が重く積載量も大きく変化することや、バスでは急制動がかかることで座席に座っていない乗員が負傷する恐れがあるためである。
なお、これらの装置は全て、停止可能速度以下でも路面状況などにより100 %停止できるわけではなく、被害軽減ブレーキの作動もセンサーの弱点となる状況により100 %作動するわけではない。ディーラーなどで、客を乗車させて障害物に向かって走行する体験乗車会がスバルを中心に行われているが、マツダのディーラー体験試乗会で被害軽減ブレーキが働かず人身事故が発生したこともある。

## 義務化、標準装備化、補助制度
世界的に、全ての自動車に、衝突被害軽減ブレーキの搭載を義務化するスケジュールが進められている。

### 乗用車
2019年2月12日、国連欧州経済委員会（ECE）で、日本や欧州連合（EU）など40カ国・地域が衝突被害軽減ブレーキの導入を義務づける規則の原案に合意した。合意国の乗用車や軽商用車に衝突被害軽減ブレーキの標準搭載を課す。この義務化は新車への適用のみで使用過程車は対象外となる。
日本では上記のECEでの合意に基づき、2021年11月以降に新規に発売される車種やモデルに義務化し、既存の車種やモデルには2025年12月から義務化される事が2019年12月に決定した。輸入車についても2024年以降、順次適用するとしている。
アメリカでは上記のECEでの合意とは別に、2022年9月までに米国市場で販売される99%超の新車に衝突被害軽減ブレーキを標準装備とすることを目標にしている。2016年にアメリカ合衆国運輸省と自動車メーカー20社の間で全車標準搭載とする合意がなされた。米国運輸省は衝突被害軽減ブレーキの全車標準装備が必要な根拠として、衝突被害軽減ブレーキで死傷事故が35%減るとの調査結果を出している。

### 商用車
大型車の追突事故の被害は乗用車よりも大きく、衝突被害軽減ブレーキの効果が大きいため、乗用車より先に義務化が始まった。EUでは2013年11月から全ての新型商用車、2015年11月から全ての商用車の新車に自動緊急ブレーキの装備が義務化された。下記では日本の商用車への義務化、減税制度について解説する。

#### トラック
大型トラックによる追突事故の死亡率は乗用車の約12倍と高く、衝突被害軽減ブレーキにより、追突事故の死亡事故件数の約80%が削減可能と非常に高い安全効果が見込まれており、日本も事故の削減、国際競争力を維持するためにトラックの衝突被害軽減ブレーキの普及を目指している。
減税
2012年度より衝突被害軽減ブレーキを導入した大型トラックの購入に対して、自動車取得税を取得価額から350万円控除するとともに、自動車重量税の50%軽減が行われている。
義務化
日本では、車両総重量3.5t超の新車のトラック(2t標準平ボディ車両総重量約4.4t)は衝突被害軽減ブレーキを搭載する事が義務化される。
新型生産車では、車両総重量22t以上のトラックと13t以上のトラクタは2014年11月1日から、20t超22t以下のトラックは2016年11月1日から義務化された。
継続生産車では、車両総重量22t以上のトラックは2017年9月1日から義務化された他、13t以上のトラクタは2018年9月1日から、20t超22t以下のトラックは2018年11月1日から義務化された。
また、2014年2月には性能要件を強化した衝突被害軽減ブレーキが、より広いトラックに義務化される事が決定した。
新型生産車では、車両総重量22t超のトラックは2017年11月1日から、8t超22t以下は2018年11月1日から、3.5t超8t以下は2019年11月1日から性能要件を強化した衝突被害軽減ブレーキが義務化された。
継続生産車では、車両総重量22t超のトラックは2019年11月1日から、20t超22t以下は2020年11月1日から、3.5t超20t以下は2021年11月1日から性能要件を強化した衝突被害軽減ブレーキが義務化される。
いずれの義務化も新たに製作される車両が対象で使用過程車は対象外。

#### バス
2012年に発生した関越自動車道高速バス居眠り運転事故を受けて、大型トラックに続いて義務化が進められている。
減税
2013年度より衝突被害軽減ブレーキを導入した5トンを超えるバスは、自動車取得税を取得価額から350万円控除するとともに、初回分の自動車重量税を50%軽減が行われている。
義務化
日本では乗車定員10人以上の新車のバスは衝突被害軽減ブレーキを搭載することが義務化される。ただし、立ち乗り客が転倒する恐れから立席を有するバスを除く。つまり一般路線バスを除く、高速バスや観光バスやマイクロバスなどが対象となる。
新型生産車では、車両総重量12t超のバスは2014年11月1日から義務化された。
継続生産車では、車両総重量12t超のバスは2017年9月1日から義務化された。
また、2014年2月には性能要件を強化した衝突被害軽減ブレーキがより広いバスに義務化される事が決定した。
新型生産車では、車両総重量12t超のバスは2017年11月1日から、12t以下は2019年11月1日から性能要件を強化した衝突被害軽減ブレーキが義務化された。
継続生産車では、車両総重量12t超のバスは2019年11月1日から、12t以下は2021年11月1日から性能要件を強化した衝突被害軽減ブレーキが義務化される。
いずれの義務化も新たに製作される車両が対象で使用過程車は対象外。
また、乗用定員10人未満の乗用目的の車両にも衝突被害軽減ブレーキが義務化される
国産の新型車では、2021年11月、輸入の新型車では、2024年7月。
国産の継続生産車では、2025年12月、輸入の継続生産車では、2026年7月。
近い将来義務化されることが決定している
。

## 効果、評価、保険料割引
ユーロNCAPによると自動緊急ブレーキ（ユーロNCAPでは衝突被害軽減ブレーキを「Autonomous Emergency Braking（自動緊急ブレーキ）」と呼んでいる）によって最大で27%事故の発生を減らすことができる。
そのため、ユーロNCAPでは自動緊急ブレーキがない車は評価が低くなり、2014年から最高ランクの5つ星を取得するためには、自動緊急ブレーキの搭載が必須となっている。2014年からは対車両性能の評価のみとし、2016年から対歩行者性能も加えた。
米国道路安全保険協会(IIHS)の安全評価でも衝突被害軽減ブレーキがない車は評価が低くなり、2013年（2014 Top Safety Pick+）からトップセイフティピック+（最高安全評価）を取得するには、衝突被害軽減ブレーキが必須となっている。
日本でも2014年度よりJNCAPの評価に衝突被害軽減ブレーキが加わった。予防安全アセスメントとして点数で評価され、衝突被害軽減ブレーキで最高32点満点、車線逸脱防止支援システムで最高8点満点で、合計40点満点となる。合計点数が2点以上の車は「ASV(先進安全車)」、合計点数が12点以上の車は「ASV+(先進安全車プラス)」として認定される。2016年度から対歩行者性能試験も加える事を予定している。
また日本国内において、インテリセーフティー（衝突被害軽減ブレーキやBLIS等）搭載のボルボ車は非搭載車に比べ事故率が69%減少、追突事故率が77%減少、対人事故率が59%減少（2009-2015年)しており、アイサイト搭載のスバル車は非搭載車に比べ事故率が61%減少、追突事故率が84%減少、対人事故率が49%減少（2010-2014年)している。
上記のように衝突被害軽減ブレーキによって事故が大きく減っているというデータが世界各国で出てきているため、衝突被害軽減ブレーキ搭載車に対する保険料割引制度の導入する国が多くなっている。スバル・アイサイトはオーストラリアで保険会社アリアンツが一部車種の保険料を2割引きしている。ボルボ・シティセーフティ搭載車に対してはドイツなど9か国で20~25%の割引されている。イギリスでは2012年より自動緊急ブレーキ搭載車に対して保険料レーティングが引き下げされる。
日本でも、2017年1月から衝突被害軽減ブレーキの保険料割引が開始される事が2015年末に発表された。平均で10 %程度の割引となり、装置や保険会社によって割引率は異なる。
早くから保険料割引が導入されていた欧米と異なり、日本では金融庁により衝突被害軽減ブレーキの保険料割引を規制されていたため、それまで保険料割引は行われていなかった。2013年にはアメリカンホーム保険会社が自社裁量で決定できる割引額の上限である5 %であれば衝突被害軽減ブレーキ装置割引を導入できると判断して、顧客からの申し込みを受け付けていたが、金融庁の勧告を受けて割引を中止するということが発生した。規制の理由は、海外では多くの保険金支払いが低減したというデータが出ていたが、日本にはそのようなまとまったデータが存在しなかったためである。しかし、2015年になって日本政府も衝突被害軽減ブレーキ搭載車と非搭載車の事故率の違いの調査を開始し、海外同様に衝突被害軽減ブレーキ搭載車は非搭載車より事故率が低い事が証明されたため、保険料割引が開始される事が決定した。

## 事故・トラブル
- 2013年11月10日、埼玉県深谷市のマツダ系ディーラーにて開催された試乗会で、被害軽減ブレーキ機能が付いたマツダCX-5のブレーキ機能のデモ中にCX-5が暴走し、運転していた客と販売会社の従業員が負傷した。運転していた客がアクセルを全開にしたため、被害軽減ブレーキ機能の作動限界速度である30km/hを超えてしまい、停止するはずのマットの手前で止まらずその後ろのフェンスに衝突したものである。販売会社の従業員については、説明責任により業務上過失傷害の疑いで書類送検され、運転者についても必要以上にアクセルを踏みこんで同乗者にけがを負わせたことから自動車運転過失傷害の疑いで書類送検されている[50]。この事故を受けてマツダは、被害軽減ブレーキ機能の体感試乗会を自粛している。なお被害軽減ブレーキには故障や異常はないとマツダは発表している[51]。
- UDトラックスは2016年3月18日、2014年モデルのクオンの被害軽減ブレーキが前方車両がいなかったにもかかわらず、阪神高速5号湾岸線の六甲アイランド北出入口付近、魚崎浜出入口付近、住吉浜出入口付近、中島出入口付近で、それぞれ高架橋や道路の継ぎ目を前方車両と判断する誤作動を起こしていたことを明らかにした。UDトラックスは当該区間を走行する際は被害軽減ブレーキを解除するように呼びかけ[52]、2016年7月29日に被害軽減ブレーキのリコールを国土交通省に届け出た[53]。
- 2016年11月27日、千葉県八千代市の日産自動車販売店で運転支援機能を搭載したセレナに試乗した男性が信号待ちをしていた車に追突し乗っていた夫婦に全治二週間のけがを負わせた。男性は同社の営業社員と同乗していたが営業社員が「ブレーキを踏まなくて大丈夫」と指示したことや事故当日は日没後で雨も降っており被害軽減ブレーキは機能しなかったことが原因であった[54]。これを受けて千葉県警交通捜査課と八千代署は2017年4月14日、同店店長と営業社員を業務上過失傷害容疑で、試乗していた男性を自動車運転処罰法違反（過失傷害）の疑いで、千葉地検に書類送検した[55]。
- 2019年2月1日、日野自動車といすゞ自動車はジェイ・バス製造の2017年 - 2018年モデルのセレガとガーラの一部の被害軽減ブレーキにおいて、高速道路の料金所付近で発進操作を行う際、前方車両と料金所ブースを一体の固定物と判断し、かつ一定の車間距離が保たれているにもかかわらず被害軽減ブレーキが作動する誤作動を起こしたり、高速道路のトンネル内の照明を前方移動物と判断し、トンネル内で誤作動を起こしていたことを明らかにした。日野自動車といすゞ自動車は2019年2月1日から被害軽減ブレーキのサービスキャンペーンを実施している[56][57]。

## メーカー毎の状況
| 名称                                                                                   | センサ                                                               | 主な搭載車種 | 解説 |
| トヨタ自動車（レクサス）                                                               | トヨタ自動車（レクサス）                                             | トヨタ自動車（レクサス） | トヨタ自動車（レクサス） |
| -------------------------------------------------------------------------------------- | -------------------------------------------------------------------- | --- | --- |
| プリクラッシュセーフティシステム                                                       | ミリ波レーダー                                                       | エスティマ(3代目・3期型まで) プリウス(3代目) SAI プリウスα（前期型） | 2003年2月以降から搭載。最初期は警報とブレーキアシストのみで、自律的にブレーキ操作は行われないものだったが、2003年8月より運転者のブレーキ操作がない場合に自律的にブレーキをかけ、減速による衝突被害軽減も行うタイプへ変更される。ただし、自動停止による衝突回避はせず、減速による被害軽減までに留めている（自動停止が行われなかった経緯は自動停止参照）。 ミリ波レーダーのみの型は歩行者検知を行わないが、カメラ・レーダーの複合型は歩行者検知も行う。 |
| プリクラッシュセーフティシステム                                                       | ミリ波レーダーとカメラ                                               | クラウンマジェスタ(5代目) ハイラックス(8代目・日本仕様) | 2003年2月以降から搭載。最初期は警報とブレーキアシストのみで、自律的にブレーキ操作は行われないものだったが、2003年8月より運転者のブレーキ操作がない場合に自律的にブレーキをかけ、減速による衝突被害軽減も行うタイプへ変更される。ただし、自動停止による衝突回避はせず、減速による被害軽減までに留めている（自動停止が行われなかった経緯は自動停止参照）。 ミリ波レーダーのみの型は歩行者検知を行わないが、カメラ・レーダーの複合型は歩行者検知も行う。 |
| プリクラッシュセーフティシステム                                                       | ミリ波レーダー                                                       | クラウン(14代目) ハリアー(3代目) クラウンマジェスタ(6代目) カムリ(9代目・後期型) プリウスα（後期型） アルファード(3代目) ヴェルファイア(3代目) レクサス・IS(3代目・前期型) | 2012年12月以降から搭載。衝突が避けられないと判断したときは相対速度15km/h以上で自律的にブレーキが作動し、最大30km/h程度減速して衝突を回避あるいは衝突の被害を軽減する。 従前のシステム（上述）と同名であるが、このタイプより15km/h〜30km/h程度で自動停止による衝突回避も可能となった。歩行者の検知は行わない。 これにより、IIHSの評価においても旧プリクラッシュのプリウスαは「Doesn't Meet Minimum Criteria(最低基準未満)」と低い評価なのに対して、本システムのプリウスαは「6点満点中3点、Advanced(アドバンスド)評価」と評価を高めた。JNCAPによる安全評価が行われたのはこの型からとなっている。 |
| プリクラッシュセーフティシステム                                                       | ミリ波レーダーと画像センサー                                         | ダイナ（8代目・2016年4月一部改良モデル以降） トヨエース（8代目・2016年4月一部改良モデル以降） | 日野が開発・製造を担当するダイナ・トヨエース（=デュトロ）のLPG車を除く全車型に搭載。下記日野の項目を参照。 |
| 衝突回避支援型プリクラッシュセーフティシステム                                         | ミリ波レーダーとステレオカメラ                                       | レクサス・LS(4代目) | 2006年9月から設定。世界で初のステレオカメラ方式によるシステムを採用し、相対速度40km/h以下で自律的なブレーキにより衝突回避を支援する。相対速度が40km/hを超える状況でも自動で制動を行い、歩行者検知も行う。 価格面で非常に高価なため、2023年現在までLS以外には展開されていない。なお、4代目LSに搭載のものは、Toyota Safety Sense登場以前のJNCAP予防安全性能アセスメントでトヨタ車唯一の40点満点を取得した。 |
| Lexus Safety System +A                                                                 | ミリ波レーダーとステレオカメラ                                       | レクサス・LS(5代目) | 2006年9月から設定。世界で初のステレオカメラ方式によるシステムを採用し、相対速度40km/h以下で自律的なブレーキにより衝突回避を支援する。相対速度が40km/hを超える状況でも自動で制動を行い、歩行者検知も行う。 価格面で非常に高価なため、2023年現在までLS以外には展開されていない。なお、4代目LSに搭載のものは、Toyota Safety Sense登場以前のJNCAP予防安全性能アセスメントでトヨタ車唯一の40点満点を取得した。 |
| プリクラッシュセーフティシステム (Toyota Safety Sense C)                               | 赤外線レーザーとカメラ                                               | 当該項参照 | 2015年3月以降から搭載。トヨタは新型のプリクラッシュを含む安全運転支援システムを「Toyota Safety Sense」として設定し、「C」はコンパクトカー向けのシステムとなる。後述の「P」と合わせ、2017年までに日本、北米、欧州のほぼ全てのトヨタの乗用車への設定が予定されている。 10〜80km/hで自律的にブレーキが作動し、衝突を回避あるいは衝突の被害を軽減する。歩行者の検知は行わない。 |
| プリクラッシュセーフティシステム (Toyota Safety Sense)                                 | 赤外線レーザーとカメラ                                               | 当該項参照 | 2018年4月以降から搭載。上述の「-C」に昼間時の歩行者検知機能を追加したもの。 |
| プリクラッシュセーフティシステム (Toyota Safety Sense P)                               | ミリ波レーダーとカメラ                                               | 当該項参照 | 2015年8月以降から搭載。先行してラインナップされた上述の「C」に続く、ミディアム・上級車種・次世代車種向けのシステム。システム構成が異なるため「C」とは一分機能が異なる。 車両に対しては10km/h〜、歩行者に対しては10〜80km/hで自律的にブレーキが作動し、衝突を回避あるいは衝突の被害を軽減する。 |
| プリクラッシュセーフティシステム (Toyota Safety Sense)                                 | ミリ波レーダーとカメラ                                               | 当該項参照 | 2018年1月以降から搭載。上述の「-P」に夜間時の歩行者および自転車運転者の検知機能を追加したもの。 |
| 歩行者検知機能付衝突回避支援型プリクラッシュセーフティシステム (Lexus Safety System +) | ミリ波レーダーとカメラ                                               | 当該項参照 | 2015年8月より搭載を開始。2017年までに日本、北米、欧州のほぼ全てのレクサス全車への設定が予定されている。 性能的には上述の「Toyota Safety Sense(P)」と同様で、車両に対しては10km/h〜、歩行者に対しては10〜80km/hで自律的にブレーキが作動し、衝突を回避あるいは衝突の被害を軽減する。 |
| スマートアシスト                                                                       | 赤外線レーザー                                                       | 当該項参照 | ダイハツからOEMを受ける車種（一部グレード）に搭載。下記ダイハツの項目を参照。 |
| スマートアシストII                                                                     | 赤外線レーザーとカメラ                                               | 当該項参照 | ダイハツからOEMを受ける車種（一部グレード）に搭載。下記ダイハツの項目を参照。 |
| スマートアシストIII                                                                    | ステレオカメラ                                                       | 当該項参照 | ダイハツからOEMを受ける車種（一部グレード）に搭載。下記ダイハツの項目を参照。 |
| スマートアシスト (次世代)                                                              | ステレオカメラ                                                       | 当該項参照 | ダイハツからOEMを受ける車種に搭載。下記ダイハツの項目を参照。 |
| EyeSight（アイサイト）                                                                 | ステレオカメラ                                                       | GR86（ZN8型のAT車のみ、2021年~） | SUBARUからOEMを受ける車種に搭載。下記SUBARUの項目を参照。バージョン表記の無い特殊仕様。 |
| ダイハツ工業                                                                           |                                                                      | | |
| プリクラッシュセーフティシステム                                                       | レーザーレーダーとカメラ                                             | ムーヴカスタム(4代目・L175S 5代目・LA100S(前期)にメーカーオプション | |
| スマートアシスト                                                                       | 赤外線レーザー                                                       | 当該項参照 | 4〜30km/h以内の速度で走行中、衝突の危険性を検知するとまず音と表示による警報を行い、それでも衝突の危険がある場合は自律的にブレーキを作動させる。 |
| スマートアシストII                                                                     | 赤外線レーザーとカメラ                                               | 当該項参照 | スマートアシストに単眼カメラを追加した機能強化版。 |
| スマートアシストIII                                                                    | ステレオカメラ                                                       | 当該項参照 | スマートアシストIIをリニューアルし、ステレオカメラを採用したモデル。 |
| スマートアシストIIIt                                                                   | ステレオカメラ                                                       | ハイゼットトラック(10代目・2018年5月一部改良以降) | スマートアシストIIIを軽トラックの車両特性に合わせて、作動速度域を変更したモデル。 |
| スマートアシスト (次世代)                                                              | ステレオカメラ                                                       | 当該項参照 | スマートアシストIIIに車線逸脱抑制制御機能、アダプティブドライビングビーム、ブレーキ制御付誤発信抑制機能(前方・後方)などの機能を追加したモデル。 |
| 日産自動車                                                                             |                                                                      | | |
| インテリジェントブレーキアシスト                                                       | レーザーレーダーセンサー                                             | シーマ(5代目) エルグランド(3代目) スカイライン(12代目) | ドライバーが回避操作を行わない場合には緊急ブレーキを作動して、減速して被害を軽減する。自律的に停止まで減速して衝突の回避までは行わない。 |
| エマージェンシーブレーキ (ミリ波レーダー)                                              | ミリ波レーダー                                                       | スカイライン(13代目・前期型～2019年7月ビッグマイナーチェンジ以降のターボ車のみ) フーガ(2代目・2015年2月マイナーチェンジ以降) NV350キャラバン(2016年1月一部改良以降) | 緊急ブレーキを作動して、60km/h以下で衝突を回避、または被害を軽減、60km/h以上で減速して被害を軽減する。歩行者には基本的に作動しない。 |
| エマージェンシーブレーキ (カメラ)                                                      | マルチセンシングフロントカメラ                                       | エクストレイル(3代目) セレナ(4代目・2013年12月マイナーチェンジ以降、5代目) ノート(2代目・2013年12月マイナーチェンジ以降) リーフ(初代・2015年11月マイナーチェンジ以降) ティアナ(3代目・2015年2月一部改良以降) ジューク(2015年11月一部改良以降) NV150 AD(4代目・2016年11月マイナーチェンジ以降) デイズ(後期型・2018年5月一部改良モデル以降) デイズルークス(2代目・後期型、2018年5月一部改良モデル以降) | フロントカメラを用いたマルチセンシングシステム。 10〜80km/hの範囲で緊急ブレーキが作動し、30km/h以下で衝突を回避または被害を軽減、30km/h以上で減速して被害を軽減する。 停止している車両および歩行者に対しては10〜60km/hで作動する。 車速約60km/h以上では、歩行者に対しては作動しない。 |
| インテリジェントエマージェンシーブレーキ (カメラ+ミリ波レーダー)                       | ミリ波レーダーとカメラ                                               | エクストレイル(3代目・後期型、2020年1月一部改良モデル以降) セレナ(5代目、2020年8月一部改良モデル以降) デイズ(2代目、2020年8月一部改良モデル以降) ルークス(3代目) | 5〜80km/hの範囲で緊急ブレーキが作動し、30km/h以下で衝突を回避または被害を軽減、30km/h以上で減速して被害を軽減する。 歩行者に対しては10〜60km/hで作動する。 |
| インテリジェントエマージェンシーブレーキ (カメラ+ミリ波レーダー)                       | ミリ波レーダーと三眼カメラ                                           | スカイライン(13代目・2019年7月ビッグマイナーチェンジ以降のハイブリッド車のみ) | 5〜80km/hの範囲で緊急ブレーキが作動し、30km/h以下で衝突を回避または被害を軽減、30km/h以上で減速して被害を軽減する。 歩行者に対しては10〜60km/hで作動する。 |
| エマージェンシーブレーキ (レーザーレーダー)                                            | 赤外線レーザー                                                       | デイズ(Vセレクション+SafetyII、2015年10月マイナーチェンジ以降～後期型・2018年5月一部改良モデル以前) デイズルークス(Vセレクション+SafetyII、2015年4月一部改良モデル以降～後期型・2018年5月一部改良モデル以前) | 三菱・eKシリーズの姉妹車であるデイズ(=eKワゴン)、デイズルークス(=eKスペース)の特別仕様車「Vセレクション+SafetyII」に搭載。後に標準装備された。下記三菱自動車の項目を参照。 |
| エマージェンシーブレーキ (レーザーレーダー)                                            | 赤外線レーザー                                                       | NV100クリッパーリオ(3代目・2019年7月一部改良モデル以前) NV100クリッパー(3代目・2019年7月一部改良モデル以前) | スズキからOEMを受けるNV100クリッパーリオ(=エブリイワゴン)に標準装備。NV100クリッパー(=エブリイ)は一部グレードに搭載。下記スズキの「レーダーブレーキサポート」を参照。 |
| インテリジェントエマージェンシーブレーキ (ステレオカメラ)                              | ステレオカメラ                                                       | NV100クリッパーリオ(3代目・2019年7月一部改良モデル以降) NV100クリッパー(3代目・2019年7月一部改良モデル以降) NT100クリッパー(2代目・2019年9月一部改良モデル以降) | スズキからOEMを受けるNV100クリッパーリオ(=エブリイワゴン)に標準装備。NV100クリッパー(=エブリイ)、NT100クリッパー(=キャリイ)は一部グレードに搭載。下記スズキの「デュアルカメラブレーキサポート」を参照。 |
| インテリジェントエマージェンシーブレーキ (ステレオカメラ)                              | ステレオカメラ                                                       | アトラス ディーゼル/アトラス 1.5tクラス（4代目） | いすゞからOEMを受けるアトラス 1.5tクラス(=エルフ1.5t積)に搭載。下記いすゞ自動車の項目を参照。 フルスーパーロー（=エルフ1.5t積フルフラットロー）は当初搭載されていなかったが、2021年4月一部改良モデルから標準装備。 2021年3月モデルまではエルフ1.5t積とは異なりオプションで装備レス化も可能であった。 |
| インテリジェントエマージェンシーブレーキ (ステレオカメラ)                              | ステレオカメラ                                                       | アトラス 2tクラス（6代目） | いすゞからOEMを受けるアトラス 2tクラス(=エルフ2t～3.5t積)に搭載。下記いすゞ自動車の項目を参照。 |
| インテリジェントエマージェンシーブレーキ (ミリ波レーダー)                              | ミリ波レーダー                                                       | NV350キャラバン(2016年1月マイナーチェンジ以降) | 設定当初は一部グレードにメーカーオプションであったが、後に全車標準装備された。オプションで装備レス化も可能。 |
| インテリジェントエマージェンシーブレーキ (ミリ波レーダー)                              | ミリ波レーダー                                                       | NT450アトラス(5代目・2019年7月マイナーチェンジ以降) | 三菱ふそうトラック・バスからOEMを受けるNT450アトラス(=キャンター)に搭載。下記三菱ふそうトラック・バスの項目を参照。 |
| 本田技研工業                                                                           |                                                                      | | |
| CMBS (追突軽減ブレーキ)                                                                | ミリ波レーダー                                                       | 当該項参照 | 2003年から搭載を開始。自律的にブレーキをかけ、衝突による衝撃・被害を軽減する。自動停止による衝突回避までは行わない。 |
| CMBS (衝突軽減ブレーキ)                                                                | ミリ波レーダー                                                       | 当該項参照 | 2013年から搭載を開始。本モデルからは低速での自動停止が付加され、衝突回避も可能となった（今まで自動停止が行われなかった経緯は自動停止参照）。 約5km/h以上で作動し、衝突の危険がある場合に警告、緊急時には自律的に強いブレーキをかけて衝突回避・被害軽減を図る。車種によっては単眼カメラを備えたHiDSとして提供されるが、後述のHonda SENSINGと異なり、歩行者への対応は基本的に行わない。 |
| CMBS (Honda SENSING)                                                                   | ミリ波レーダーとカメラ                                               | 当該項参照 | 2015年より新型のCMBSを含む安全運転支援システムを「Honda SENSING(ホンダ センシング)」として搭載開始。 約5km/h以上で作動し、車両や歩行者を検知し、衝突の危険がある場合に警告をする。 緊急時には自律的に強いブレーキをかけて衝突回避・被害軽減を図る。 Honda SENSINGに含まれる機能は車種によって違いがあるが、CMBSは全車種同等となっている。 |
| シティブレーキアクティブシステム                                                       | 赤外線レーザー                                                       | フィット(3代目・2017年6月マイナーチェンジ以前) N-WGN N-BOX(初代・2013年12月マイナーチェンジ以降) N-ONE(2014年5月マイナーチェンジ以降) S660 ヴェゼル(2016年2月一部改良以前) グレイス(2017年7月マイナーチェンジ以前) シャトル(2017年9月一部改良以前) CR-Z(2015年8月マイナーチェンジ以降) | 5〜30km/hで走行中、衝突の危険がある場合に警告、緊急時には自律的に強いブレーキをかけて衝突回避・被害軽減を図る。 |
| スズキ                                                                                 |                                                                      | | |
| プリクラッシュセーフティシステム (PRECRS)                                              | ミリ波レーダー                                                       | キザシ エスクード(3代目・2008年から3.2XSに設定) | 自律的なブレーキにより、衝突速度を低減し、ダメージを軽減する。 |
| レーダーブレーキサポート                                                               | 赤外線レーダー                                                       | ワゴンR(5代目・前期型(レーダーブレーキサポート装着車)) スペーシア(初代・前期型) ハスラー アルト(8代目・2018年12月一部改良以前) アルトラパン(3代目・2019年6月一部改良以前) エブリイ(6代目・2019年6月一部改良以前) エブリイワゴン(3代目・2019年6月一部改良以前) | 5〜30km/hで走行中、衝突の危険性が高いとき、自律的にブレーキが作動し、追突などの危険を回避または衝突の被害を軽減する。 |
| レーダーブレーキサポートII                                                             | ミリ波レーダー                                                       | ソリオ(3代目(レーダーブレーキサポートII装着車)) エスクード(4代目・2018年12月一部改良以前) バレーノ | 5〜100km/hの範囲、停止している車両に対しては5〜80km/hの範囲で、前方に車があるときにブザーとメーター内ディスプレイでブレーキ動作を促す。 また、衝突の可能性が高い時に緊急ブレーキを行うとブレーキアシストにより衝突速度を減速する。5〜30km/hで走行中の時は自律的にブレーキが作動し、追突などの危険を回避または衝突の被害を軽減する。 |
| デュアルカメラブレーキサポート                                                         | ステレオカメラ                                                       | スペーシア(初代・後期型、2代目・2020年8月一部改良モデル以降) ソリオ(4代目(デュアルカメラブレーキサポート装着車)) ハスラー(2015年12月一部改良モデル以降) イグニス(セーフティーパッケージ装着車) エブリイ(6代目・2019年6月一部改良以降) エブリイワゴン(3代目・2019年6月一部改良以降) キャリイ（11代目・2019年9月一部改良以降）                                                                         | 5〜100km/hの範囲で、前方に車があるときにブザーとメーター内ディスプレイでブレーキ動作を促す。 また、衝突の可能性が高い時に緊急ブレーキを行うとブレーキアシストにより衝突速度を減速する。5〜50km/h未満(歩行者の場合は5〜30km/h未満)で走行中の時は自律的にブレーキが作動し、追突などの危険を回避または衝突の被害を軽減する。 2018年7月発表のソリオ(4代目・後期型)からはステレオカメラが新型になり、夜間の歩行者も検知できるようになった。 ハスラーは初代一部改良モデルの一部グレードのみ搭載。2代目は「HYBRID G スズキ セーフティ サポート非装着車」以外標準設定。 |
| デュアルセンサーブレーキサポート                                                       | 赤外線レーダーとカメラ                                               | アルト(8代目・2018年12月一部改良モデル以降) アルトラパン(3代目・2019年6月一部改良モデル以降) エスクード(4代目・2018年12月一部改良以降) クロスビー スイフト(4代目(セーフティーパッケージ装着車)) ジムニー(4代目) スペーシア(2代目・2020年8月一部改良モデル以前) ワゴンR(6代目(セーフティーパッケージ装着車)) ワゴンRスマイル                                                                          | 15〜100km/hの範囲（歩行者に対しては15〜60km/hの範囲）で、前方に車または歩行者があるときにブザーとメーター内ディスプレイでブレーキ動作を促す。 また、衝突の可能性が高い時に緊急ブレーキを行うとブレーキアシストにより衝突速度を減速する。5〜100km/h（歩行者に対しては5〜100km/h）で走行中の時は被害軽減ブレーキが作動し、追突などの危険を回避または衝突の被害を軽減する。 |
| SUBARU                                                                                 |                                                                      | | |
| EyeSight（アイサイト）Ver.1                                                            | ステレオカメラ                                                       | レガシィ（BL/BP系F型・2008年~）初採用 エクシーガ（YA型B型以降・2009年~） | 前車・歩行者・障害物との衝突リスクが高まると自律的にブレーキをかけ、衝突による衝撃・被害を軽減する。 自動停止による衝突回避までは行わない。（動作範囲 自車速度 2~140 km/h） |
| EyeSight(ver.2)                                                                        | ステレオカメラ                                                       | レガシィ（BM/BR系B型・2010年~）初採用 当該項（#過去に搭載できた車種）参照 | 前方車両との速度差が約30 km/h以下（理想的状況下） では、自律的ブレーキで衝突回避を図る。 回避限界速度を超える場合は、自律的ブレーキで被害軽減を試みる。（動作範囲 自車速度 1~140 km/h） |
| EyeSight(ver.3)                                                                        | ステレオカメラ                                                       | レヴォーグ (VM系 2014年~）初採用 当該項（#搭載可能車種）参照 | 前方車両との速度差が約50 km/h以下（理想的状況下、対歩行者の場合は約35 km/h以下)では、自律的ブレーキで衝突回避を図る。 回避限界速度を超える場合は、自律的ブレーキで被害軽減を試みる。（動作範囲 自車速度 1~160 km/h） 自律的ブレーキによる停止後は一部車種を除き、電動パーキングブレーキにより停止状態を保持する。 |
| （新世代）アイサイト （2021年現在）                                                    | ステレオカメラ （前方）とミリ波レーダー（前側方）                    | レヴォーグ（VN系・2020年~）初採用 フォレスター（SK系D型・2021年~） レガシィアウトバック（BT系・2021年~） WRX S4（VB系・2021年~） | 制御対象物との速度差が約60 km/h以下（理想的状況下）では、自律的ブレーキ（状況に応じて自律的ステアリング操作も併用）で衝突回避を図る。回避限界速度を超える場合は被害軽減を試みる。（動作範囲 自車速度 1~160 km/h） 自律的ブレーキによる停止後は、電動パーキングブレーキにより停止状態を保持する。 |
| トマールレーダー (正式名スマートアシスト)                                              | 赤外線レーザー                                                       | 当該項参照 | ダイハツからOEMを受ける車種（一部グレード）に搭載。上記ダイハツの項目を参照。 |
| スマートアシストII                                                                     | 赤外線レーザーとカメラ                                               | 当該項参照 | ダイハツからOEMを受ける車種（一部グレード）に搭載。上記ダイハツの項目を参照。 |
| スマートアシストIII・IIIt                                                              | ステレオカメラ                                                       | 当該項参照 | ダイハツからOEMを受ける車種（一部グレード）に搭載。上記ダイハツの項目を参照。 |
| スマートアシスト(次世代)                                                               | ステレオカメラ                                                       | 当該項参照 | ダイハツからOEMを受ける車種（一部グレード）に搭載。上記ダイハツの項目を参照。 |
| マツダ                                                                                 |                                                                      | | |
| スマート・シティ・ブレーキ・サポート (SCBS)                                            | 赤外線レーザー                                                       | CX-5(初代) アテンザ(3代目) アクセラ(3代目) デミオ(4代目・2017年11月一部改良以前) CX-3(2016年10月一部改良以前) | 4〜30km/hで走行中、自律的にブレーキをかけて衝突回避をサポート、もしくは衝突による被害の低減を図る。 |
| アドバンスト・スマート・シティ・ブレーキ・サポート (アドバンストSCBS)                  | カメラ                                                               | アクセラ(3代目・後期型) アテンザ/MAZDA6(3代目・中期型(2016年8月一部改良以降)) MAZDA3(初代) デミオ/MAZDA2(4代目(2017年11月一部改良以降)) CX-3(2016年10月一部改良以降) CX-30 CX-5(2代目) CX-8 ロードスター(4代目・2018年6月一部改良以降) | 4〜80km/h未満(歩行者の場合は10〜80km/h未満)で走行中、自律的にブレーキをかけて衝突回避をサポート、もしくは衝突による被害の低減を図る。 |
| スマート・ブレーキ・サポート (SBS)                                                     | ミリ波レーダー                                                       | アテンザ(3代目) アクセラ(3代目・前期型(2014年8月一部改良以降)) MAZDA3(初代) デミオ(4代目(2016年10月一部改良以降)) CX-3 CX-30 CX-5(初代・後期型(2014年11月一部改良以降)) CX-8 | 15km/h以上で、自律的にブレーキをかけて衝突による被害の低減を図る。 アテンザではSCBS、SBS等の先進安全技術をまとめて「i-ACTIVSENSE」と呼んでおり、SCBSと組み合わせて4〜30km/hで衝突の回避・衝突被害の軽減、30km/h以上では減速して衝突被害の軽減が可能となり、 2016年7月発表のアテンザ(3代目・後期型)以降の一部発売車種は、カメラ(アドバンストSCBS)とミリ波レーダー(SBS)を併用することにより機能・性能が向上した。 |
| エマージェンシーブレーキ                                                               | カメラ                                                               | ファミリアバン(9代目・後期型(2017年2月一部改良モデル)) | 日産からOEMを受けるファミリアバン(=日産・AD)に標準装備。上記日産の項目を参照。 |
| プリクラッシュセーフティシステム                                                       | 赤外線レーザーとカメラ                                               | ファミリアバン(10代目) | トヨタからOEMを受けるファミリアバン(=プロボックス・サクシード)に標準装備。上記トヨタ「Toyota Safety Sense」の項目を参照。 |
| プリクラッシュセーフティシステム                                                       | ミリ波レーダーとカメラ                                               | ボンゴブローニイバン(3代目) | トヨタからOEMを受けるボンゴブローニイバン(=ハイエースバン・レジアスエースバン)に標準装備。上記トヨタ「Toyota Safety Sense」の項目を参照。 |
| スマートアシスト (次世代)                                                              | ステレオカメラ                                                       | ボンゴ(5代目) | ダイハツからOEMを受けるボンゴ(=グランマックス）に標準装備。上記ダイハツの項目を参照。 |
| プリクラッシュブレーキ                                                                 | ステレオカメラ                                                       | タイタン(6代目・2019年8月一部改良モデル以降) | いすゞからOEMを受けるタイタン(=エルフ)に標準装備。下記いすゞの項目を参照。 当初は一部車型には搭載されていなかったが、2021年4月一部改良モデルから全車型標準装備。 2021年3月モデルまではエルフとは異なりオプションで装備レス化も可能であった。 |
| プリクラッシュブレーキ                                                                 | ステレオカメラ                                                       | タイタン(7代目) | いすゞからOEMを受けるタイタン(=エルフ)に標準装備。下記いすゞの項目を参照。 歩行者・自転車検知機能は全車標準装備。右左折時検知機能は一部グレードに搭載。 |
| レーダーブレーキサポート                                                               | 赤外線レーザー                                                       | フレア(初代・前期型、レーダーブレーキサポート装着車) フレアワゴン(2代目・前期型) フレアクロスオーバー キャロル(7代目・2018年12月一部改良以前) スクラム(5代目・2019年7月一部改良以前) スクラムワゴン(3代目・2019年7月一部改良以前) | スズキからOEMを受けるフレア(=ワゴンR)とキャロル(=アルト)、スクラム(=エブリイ)は一部グレードに搭載、フレアワゴン(=スペーシア)とフレアクロスオーバー(=ハスラー)、スクラムワゴン(=エブリイワゴン)に標準装備。上記スズキの項目を参照。 |
| デュアルカメラブレーキサポート                                                         | ステレオカメラ                                                       | フレアワゴン(2代目・後期型) フレアクロスオーバー(2015年12月一部改良モデル以降) スクラム(5代目・2019年7月一部改良以降) スクラムワゴン(3代目・2019年7月一部改良以降) スクラムトラック(4代目・2019年9月一部改良以降) | スズキからOEMを受けるフレアワゴン(=スペーシア)、スクラムワゴン(=エブリイワゴン)に標準装備、フレアクロスオーバー(=ハスラー)、スクラム(=エブリイ)、スクラムトラック(=キャリイ)は一部グレードに搭載。上記スズキの項目を参照。 |
| デュアルセンサーブレーキサポート                                                       | 赤外線レーダーとカメラ                                               | フレア(2代目(セーフティパッケージ装着車)) フレアワゴン(3代目) キャロル(7代目・2018年12月一部改良以降) | スズキからOEMを受けるフレア(=ワゴンR)にメーカーオプション、フレアワゴン(=スペーシア)に標準装備、キャロル(=アルト)の一部グレードに搭載。上記スズキの項目を参照。 |
| 三菱自動車工業                                                                         |                                                                      | | |
| 衝突被害軽減ブレーキシステム(FCM)                                                      | ミリ波レーダー                                                       | アウトランダー(2代目・前期型～後期型(2017年2月一部改良モデル以前)) | 「e-Assist」に含まれている衝突被害軽減ブレーキシステムは、相対速度30km/h以下で停止も可能。 |
| 衝突被害軽減ブレーキシステム(FCM)(歩行者検知タイプ)                                    | レーザーレーダーとカメラ                                             | アウトランダー(2代目・後期型(2017年2月一部改良モデル以降)) エクリプスクロス デリカD:5(2019年2月ビッグマイナーチェンジ以降(ディーゼル車のみ)) | 5〜80km/hの範囲（歩行者に対しては5〜65km/hの範囲）で、前方に車または歩行者があるときにブザーとメーター内ディスプレイでブレーキ動作を促す。 また、衝突の可能性が高い時に緊急ブレーキを行うとブレーキアシストにより衝突速度を減速する。 |
| 衝突被害軽減ブレーキシステム(FCM)(歩行者検知タイプ)                                    | カメラ                                                               | eKワゴン(3代目)(後期型(2018年5月一部改良モデル以降)) eKスペース(後期型(2018年5月一部改良モデル以降)) | 日産・デイズシリーズの姉妹車であるeKワゴン(=デイズ)、eKスペース(=デイズルークス)に搭載。上記日産の「エマージェンシーブレーキ(カメラ)」を参照。 |
| 衝突被害軽減ブレーキシステム(FCM) (ステレオカメラタイプ)                               | ステレオカメラ                                                       | デリカD:2(2代目) タウンボックス(3代目・2019年7月一部改良モデル以降) ミニキャブバン(8代目・2019年7月一部改良モデル以降) ミニキャブトラック(7代目・2019年9月一部改良モデル以降) | スズキからOEMを受けるデリカD:2(=ソリオ)、タウンボックス(=エブリイワゴン)に標準装備。ミニキャブバン(=エブリイ)、ミニキャブトラック(=キャリイ)は一部グレードに搭載。上記スズキの「デュアルカメラブレーキサポート」を参照。 |
| 低車速域衝突被害軽減ブレーキシステム(FCM-City)                                         | ミリ波レーダー                                                       | デリカD:2(初代・FCM-City装着車) | スズキからOEMを受けるデリカD:2(=ソリオ)にメーカーオプション。上記スズキの「レーダーブレーキサポートII」を参照。 |
| 低車速域衝突被害軽減ブレーキシステム(FCM-City)                                         | 赤外線レーザー                                                       | eKワゴン(3代目)(e-Assist搭載車、2015年10月一部改良モデル～後期型・2018年5月一部改良モデル以前) eKスペース(e-Assist搭載車、2015年4月一部改良モデル～後期型・2018年5月一部改良モデル以前) ミラージュ(6代目・2015年12月マイナーチェンジ以降) | 5〜30km/hで走行中、衝突の危険性が高い時、自律的にブレーキが作動し、追突などの危険を回避または衝突の被害を軽減する。eKシリーズは後に標準装備された。 |
| 低車速域衝突被害軽減ブレーキシステム(FCM-City)                                         | 赤外線レーザー                                                       | タウンボックス(3代目・2019年7月一部改良モデル以前) ミニキャブバン(8代目・2019年7月一部改良モデル以前) | スズキからOEMを受けるタウンボックス(=エブリイワゴン)に標準装備。ミニキャブバン(=エブリイ)は一部グレードに搭載。上記スズキの「レーダーブレーキサポート」を参照。 |
| UDトラックス                                                                           |                                                                      | | |
| トラフィックアイブレーキ                                                               | ミリ波レーダー                                                       | クオン（初代と2代目・2023年10月モデルまで） | 除雪車には設定なし。 |
| スマートトラフィックアイブレーキ                                                       | ミリ波レーダーとカメラ                                               | クオン（2代目・2023年11月一部改良モデル以降） | 歩行者検知機能も備える。 除雪車には設定なし。 |
| プリクラッシュブレーキ                                                                 | ミリ波レーダーとカメラ                                               | コンドル（5代目・6代目） | いすゞからOEMを受けるコンドル(=フォワード)に搭載。 5代目はGVW8t車・GVW11t車に標準装備、GVW7.5t車・GVW14t車はメーカーオプションとなっていたが、6代目は全車型標準装備。 下記いすゞ自動車の項目を参照。 |
| プリクラッシュブレーキ                                                                 | ステレオカメラ                                                       | カゼット（3代目） | いすゞからOEMを受けるカゼット(=エルフ）に搭載。 歩行者・自転車検知機能は全車標準装備。右左折時検知機能はオプション設定。下記いすゞ自動車の項目を参照。 |
| 日野自動車                                                                             |                                                                      | | |
| PCS (プリクラッシュセーフティ)[衝突被害軽減ブレーキシステム]                           | ミリ波レーダーと画像センサー                                         | プロフィア セレガ（2代目・2010年7月一部改良モデル以降） レンジャー（6代目・2021年7月モデルまで） デュトロ（2代目・2016年4月一部改良モデル以降から2020年4月モデルまで） | プロフィア・セレガ・レンジャーは全車型に、デュトロはLPG車を除く全車型にそれぞれ標準装備。 車両検知機能の他にもプロフィア（3代目）・セレガ（2代目・2017年7月一部改良モデル以降）・レンジャー・デュトロには歩行者検知機能も備える。 プロフィア（2代目・2014年4月一部改良モデル以降と3代目）・セレガ（2014年4月一部改良モデル以降）・レンジャーはドライバーモニターと車両ふらつき警報（レンジャーは一部車型ではドライバーモニターと車両ふらつき警報はメーカーオプション）と連動し、ドライバーの状態や車両のふらつき状態によっても作動する。 |
| PCS (プリクラッシュセーフティ)                                                         | ミリ波レーダーと画像センサー                                         | レンジャー（6代目・2021年8月一部改良モデル以降） メルファ（2021年10月一部改良モデル以降） デュトロ（2代目・2020年5月一部改良モデル以降） | 昼間・夜間の歩行者検知機能、昼間の自転車検知機能も備える。 |
| PCS (プリクラッシュセーフティ)[衝突被害軽減ブレーキシステム]                           | ミリ波レーダーとカメラ                                               | リエッセII（2代目・2018年6月一部改良モデル以降) | トヨタからOEMを受けるリエッセII(=コースター)の全グレードに搭載。幼児専用車には当初は設定していなかったが、2021年1月一部改良モデルから標準装備。 上記トヨタの項目を参照。 |
| いすゞ自動車                                                                           |                                                                      | | |
| プリクラッシュブレーキ                                                                 | ミリ波レーダーとカメラ                                               | ギガ（初代・2007年10月一部改良モデル以降と2代目・2019年11月モデルまで） フォワード（5代目・2015年11月一部改良モデルから2020年12月モデルまで） | ギガは当初は一部車型のみの設定であったが、2014年11月一部改良モデルから全車型に標準装備。 フォワードはGVW8t車（210ps・240psエンジン搭載車）・GVW11t車に標準装備。GVW7.5t車・GVW8t車（190psエンジン搭載車）・GVW14t車・GVW16t車・GVW20t車はメーカーオプション。 フォワードは全駆、CNG車には設定なし。 |
| プリクラッシュブレーキ                                                                 | ミリ波レーダーとカメラ                                               | ギガ（2代目・2019年12月一部改良モデル以降、セミトラクタは2023年3月モデルまで） フォワード（5代目・2021年1月一部改良モデル以降と6代目） | 歩行者・自転車検知機能も備える。 |
| プリクラッシュブレーキ                                                                 | ミリ波レーダーとカメラ                                               | ギガ トラクタ（3代目） | UDとの共同開発車種であるギガ トラクタ（3代目）に搭載。上記UDの項目を参照。 |
| プリクラッシュブレーキ                                                                 | ステレオカメラ                                                       | エルフ（6代目・2018年10月一部改良モデル以降） | 歩行者・自転車検知機能も備える。 当初は一部の車型はメーカーオプションもしくは未設定であったが、2021年3月一部改良モデルから全車型に標準装備された。 |
| プリクラッシュブレーキ                                                                 | ステレオカメラ                                                       | エルフ（7代目） | 全車型に設定されている安全性能パッケージによって機能が異なる。 標準装備のBASICパッケージは直進時の歩行者・自転車検知機能も備える。 メーカーオプションのPREMIUMパッケージ、ADVANCEパッケージ、STANDARDパッケージは直進時の歩行者・自転車検知機能の他にも右左折時検知機能も備える。 |
| 衝突被害軽減ブレーキシステム                                                           | ミリ波レーダーと画像センサー                                         | ガーラ（2代目・2010年8月一部改良モデル以降） ガーラミオ（2代目・2021年9月一部改良モデル以降） | 日野・セレガとの統合車種であるガーラ（2代目）並びに日野・メルファとの統合車種であるガーラミオ（2代目）に搭載。上記日野の項目を参照。 |
| プリクラッシュブレーキ                                                                 | ミリ波レーダー                                                       | コモ(2代目・2018年7月一部改良モデル以降) | 日産からOEMを受けるコモ(=NV350キャラバン バンDX)に搭載。上記日産の項目を参照。 |
| 三菱ふそうトラック・バス                                                               |                                                                      | | |
| AMB(衝突被害軽減ブレーキ)                                                              | ミリ波レーダー                                                       | スーパーグレート（初代） エアロクィーン（2013年1月一部改良モデル以降〜2017年5月一部改良モデル以前） エアロエース（2013年1月一部改良モデル以降〜2017年5月一部改良モデル以前） | |
| アクティブ・ブレーキ・アシスト4（ABA4）/AMB Plus                                       | ミリ波レーダー                                                       | スーパーグレート（2代目・2019年9月モデルまで） | アクティブ・ブレーキ・アシスト4は歩行者検知機能も備える。 アクティブ・ブレーキ・アシスト4はプロ・ライン、プレミアム・ラインに搭載。AMB Plusはエコ・ラインに搭載。 |
| アクティブ・ブレーキ・アシスト5（ABA5）                                                | ミリ波レーダーとカメラ                                               | スーパーグレート（2代目・2019年10月一部改良モデル以降） | 歩行者検知機能も備える。 |
| アクティブ・ブレーキ・アシスト3（ABA3）                                                | ミリ波レーダー                                                       | エアロクィーン（2017年5月一部改良モデル以降） エアロエース（2017年5月一部改良モデル以降） | |
| Advanced Emergency Braking System（AEBS）                                              | ミリ波レーダー                                                       | キャンター（8代目・2018年8月一部改良モデル以降） | 歩行者検知機能も備える。 GVW7.5t超車、全駆、ハイブリッド車には設定無し。 |
| 名称                                                                                   | センサ                                                               | 搭載車種 | 解説 |
| メルセデス・ベンツ                                                                     |                                                                      | | |
| CPA(衝突警告システム)                                                                  | レーダーセンサー                                                     | Aクラス Bクラス | CPAは自律的にブレーキで衝突被害軽減、回避は行わず、警告、ブレーキアシストのみ行う。 |
| CPAプラス(緊急ブレーキ機能)                                                            | レーダーセンサー                                                     | Aクラス Bクラス | 「セーフティパッケージ」に含まれているCPAプラスは、最大ブレーキの約60%で自律的に緊急ブレーキが作動し、衝突の回避もしくは被害軽減をサポートする。 |
| PRE-SAFEブレーキ                                                                       | レーダーセンサー                                                     | Eクラス(4代目・2011年11月マイナーチェンジ以降) Sクラス Cクラス(3代目・2013年1月マイナーチェンジ以降) | 「レーダーセーフティパッケージ」に含まれているPRE-SAFEブレーキは、200km/h以下で被害軽減ブレーキで衝突被害軽減、30km/h未満で衝突回避をサポートする。 2013年5月14日にEクラスがマイナーチェンジされ、PRE-SAFEブレーキがカメラとレーダーの複合式となり、今まで苦手とされていた歩行者検知能力が強化された。 |
| PRE-SAFEブレーキ                                                                       | レーダーセンサーとカメラ                                             | Eクラス(4代目・2013年5月マイナーチェンジ以降) Sクラス(6代目) Cクラス（4代目) | 「レーダーセーフティパッケージ」に含まれているPRE-SAFEブレーキは、200km/h以下で被害軽減ブレーキで衝突被害軽減、30km/h未満で衝突回避をサポートする。 2013年5月14日にEクラスがマイナーチェンジされ、PRE-SAFEブレーキがカメラとレーダーの複合式となり、今まで苦手とされていた歩行者検知能力が強化された。 |
| BMW (MINI)                                                                             |                                                                      | | |
| 前車接近警告機能(衝突被害軽減ブレーキ付)                                               | レーダーセンサー                                                     | 3シリーズ 5シリーズ 6シリーズ(全て2013年8月マイナーチェンジ以前) | 衝突被害軽減ブレーキは、衝突の危険がある場合には軽度のブレーキをかけ自動減速させることで、被害を軽減させる。 |
| 衝突回避・被害軽減ブレーキ                                                             | カメラ                                                               | ミニ 2シリーズ アクティブツアラー 3シリーズ | 自律的にブレーキを掛けて衝突を回避または被害の軽減を図る。 |
| 衝突回避・被害軽減ブレーキ                                                             | レーダーセンサーとカメラ                                             | 1シリーズ(F20/F40)2013年8月～オプション、2015年5月～素の118以外は標準搭載 3シリーズ 5シリーズ 7シリーズ | 自律的にブレーキを掛けて衝突を回避または被害の軽減を図る。 |
| 衝突回避・被害軽減ブレーキ(事故回避アシスト付)                                         | レーダーセンサーとカメラまたはステレオカメラ                         | 5シリーズ(G30/G31) 7シリーズ(G11/G12) 8シリーズ(G14/G15) | ブレーキによって衝突が回避できないとドライバーが判断し、ステアリングでの回避動作に入った場合は、システムが周囲の状況を判断し、ステアリングの操作力にも介入する。 |
| 衝突回避・被害軽減ブレーキ(事故回避アシスト付)                                         | レーダーセンサーと三眼カメラ                                         | 3シリーズ(G20) 5シリーズ(G30/G31)2020年9月マイナーチェンジ～ 7シリーズ(G11/G12)2019年6月マイナーチェンジ～ 8シリーズ(G14/G15)2019年5月マイナーチェンジ～ X5(G05) X7(G07) | ブレーキによって衝突が回避できないとドライバーが判断し、ステアリングでの回避動作に入った場合は、システムが周囲の状況を判断し、ステアリングの操作力にも介入する。3眼カメラ化により歩行者の検知性能がアップしている |
| ボルボ                                                                                 |                                                                      | | |
| インテリセーフ                                                                         | 赤外線レーザー、ミリ波レーダー、カメラ                               | ボルボ・全車種 | 200km/h以下の場合に作動。 車両等とは60km/h以下、歩行者とは45km/h以下、自転車とは50km/h以下であれば自律的なブレーキで衝突回避も可能。 大型動物とは最大-0.3Gの加速度により衝突回避を支援。 交差点内で右折(右側通行の場合は左折)する際、対向車の動向を監視し、衝突の危険を検知すると自律的なブレーキが作動する機能(インターセクションサポート)を搭載している。 車両後方にも搭載されているレーダーが後続車の急接近を検知すると、ハザードランプを通常より早く点滅させ後続車に警告を与え、更に追突の危険が切迫するとシートベルトを締めつけてむち打ち症のリスクを軽減し、自車が停止している場合はブレーキ制動を最大に作動させ、玉突き事故による2次被害の発生を防ぐ機能(静止時オートブレーキ機能付被追突時警告機能)を搭載している。 完全に停止する被害軽減ブレーキや歩行者を検知する被害軽減ブレーキ、二輪車を検知する被害軽減ブレーキ、インターセクションサポート、大型動物を検知する被害軽減ブレーキを世界で初めて搭載した。被害軽減ブレーキなどの全車種標準装備も世界で初めて行った。EURO NCAPが行う被害軽減ブレーキの試験において唯一の満点を有している。 |
| フォルクスワーゲン                                                                     |                                                                      | | |
| シティエマージェンシーブレーキ                                                         | レーダーセンサー                                                     | CC up! ゴルフ(7代目) | 30km/h未満で作動。自律的なブレーキで衝突の回避・衝突被害の軽減を図る。 |
| フロントアシスト(Front Assist)                                                         | ミリ波レーダー                                                       | ゴルフ(7代目) ポロ(5代目後期型) パサート | 全速度域で作動し、自律的にブレーキで減速して衝突被害軽減を行う。5～30km/h未満ではシティエマージェンシーブレーキが作動し、衝突の回避・衝突被害の軽減を図る。 2017年5月にマイナーチェンジされたゴルフ(7代目)から歩行者検知が追加された。5～65km未満で走行中に歩行者検知機能が作動する。 |
| フィアット                                                                             |                                                                      | | |
| シティブレーキコントロール                                                             | 赤外線レーザーセンサー                                               | パンダ4x4 | 30km/h未満で走行中に、追突する可能性がある場合に、自律的にブレーキを作動させ、追突の回避や追突時の衝撃軽減をサポートする。 |
| 前面衝突警報(クラッシュミティゲーション付)                                             | レーザーセンサーとカメラ                                             | 500X | 走行中に、追突する可能性がある場合に、自律的にブレーキを作動させ、追突の回避や追突時の衝撃軽減をサポートする。 |
| アルファロメオ                                                                         |                                                                      | | |
| 前面衝突警報付自動緊急ブレーキ                                                         | ミリ波レーダーとカメラ                                               | ジュリア ステルヴィオ | 200km/h以下の場合に作動。歩行者に対しては50km/h未満(ステルヴィオは65km/h未満)であれば自律的なブレーキで衝突回避も可能。 |
| プジョーシトロエン (DS オートモビル)                                                   |                                                                      | | |
| アクティブシティブレーキ                                                               | 赤外線レーザーセンサー                                               | DS3、208(A9) | 30km/h未満での走行中に、追突する可能性がある場合に、自律的なブレーキを作動させ、追突の回避や追突時の衝撃軽減をサポートする。 |
| エマージェンシーブレーキサポート                                                       |                                                                      | 308(T7)、308(T9前期) | 作動速度は10キロ～で対応物は前を走る車両、最大約20キロの減速 |
| アクティブセーフティブレーキ                                                           |                                                                      | 208(P21 STYLE) | 作動範囲は約5～80km/h以下（二輪車、夜間検知機能なし） |
| アクティブセーフティブレーキ                                                           |                                                                      | 308(T9後期)、3008(P84) | 作動範囲は約5～140km/h。約80km/h 以下では停止車両を、約60km/h 以下では歩行者も検知して追突事故などの危険を回避、あるいは衝突の被害を軽減。 |
| アクティブセーフティブレーキⅡ                                                          |                                                                      | 208(P21 STYLEを除く)、2008(P24)、508(R8)、5008(P87) | 作動範囲は約5～140km/h。約80km/h 以下では停止車両を、約60km/h 以下では歩行者も検知して追突事故などの危険を回避、あるいは衝突の被害を軽減。検知するカメラの精度を上げることで、二輪車や夜間走行の検知能力も高めています。 |
| ルノー                                                                                 |                                                                      | | |
| アクティブエマージェンシーブレーキ                                                     | フロントガラス中央上部のカメラとフロントバンパー内のレーダーセンサー | ルーテシア(2020(令和2)年11月 発売) メガーヌ 2021(令和3)年8月マイナーチェンジ～ | 前方の車両や、歩行者・自転車に衝突する可能性を感知し、アラーム音や表示灯による警告を行う。さらに衝突の危険が高まると、ドライバーのブレーキ操作をサポートし、衝突時の被害や衝撃を軽減するサポートを行う。（検知対象：前方を同一方向に走行する車両〈約7 ～ 170km/hでの走行時〉/ 静止車両・歩行者・自転車〈約7 ～ 80km/hでの走行時〉） |
| ゼネラルモーターズ                                                                     |                                                                      | | |
| オートマチック ブレーキ                                                                | レーダー                                                             | ATS | 前進のみではなく後退でも自律的にブレーキをかける。 |
| フォード・モーター                                                                     |                                                                      | | |
| アクティブ・シティ・ストップ                                                           | 赤外線レーザーセンサー                                               | フォーカス クーガ フィエスタ | 30km以下での低速走行時に、前方の車両との追突の危険性を感知すると自律的にブレーキをかけて追突を未然に回避、ないしは衝突ダメージを軽減する。 |
| ジープ                                                                                 |                                                                      | | |
| 前面衝突警報(クラッシュミティゲーション付)                                             | レーザーセンサーとカメラ                                             | レネゲード コンパス(2代目) グランドチェロキー | 前方の車両との追突の危険性を感知すると自律的にブレーキをかけて追突を未然に回避、ないしは衝突ダメージを軽減する。 |
| 前面衝突警報(クラッシュミティゲーション、歩行者検知機能付)                             | レーザーセンサーとカメラ                                             | チェロキー(5代目・2019年モデル) | 前方の車両および歩行者との追突の危険性を感知すると自律的にブレーキをかけて追突を未然に回避、ないしは衝突ダメージを軽減する。 |